# Sylvester Productions
Sylvester Productions is een Belgisch productiehuis in Haacht dat verantwoordelijk is voor een aantal producties op de Vlaamse televisie, waaronder Gina & Chantal en Gevoel voor tumor.
Het bedrijf werd opgericht in 1993 door Erik Hendriks en Geert Vanoverschelde. Naast het produceren van fictieseries, documentaires en films organiseert het bedrijf ook publieke- en bedrijfsevenementen waarvoor in 1999 een aparte afdeling werd opgericht.
Door de groeiende populariteit van streamingdiensten en videoplatformen verlegde het bedrijf in 2018 zijn focus deels van televisieproducties naar het produceren van bedrijfsvideo's en nam de belangrijkheid van de evenementenafdeling binnen het bedrijf toe.
In 2019 ontving het bedrijf twee prijzen op het Belgische Corporate Video Festival.
Tijdens de coronacrisis in 2020 ontwikkelde Sylvester de virtuele evenementenlocatie MEEPLE.

## Televisieproducties
Hieronder volgt een selectie uit de producties van Sylvester Productions:

### Fictie
- Gina & Chantal (VTM, 2019)
- Dag Sinterklaas (Ketnet, 2019)
- Gevoel voor tumor (Eén, 2018)
- Crème de la Crème (VTM, 2013)
- Emma, (Eén, 2007)
- Kinderen van Dewindt (Eén, 2005-2009)
- Hij komt, hij komt... De intrede van de Sint (Ketnet en Eén, 2003-)
- Kijk eens op de doos (Canvas, 2002-2003)

### Documentaires
- Weg van het meesterwerk (Canvas, 2019)
- In koor (Canvas, 2018)
- De veiligheid van het land (Eén, 2019)
- De val: 10 jaar na de crisis (Canvas, 2018)
- De fiscus (Eén, 2016-2017)
- Econoshock 2.0 (Canvas, 2013)
- Mijn vader (Canvas, 2009)
- Mijn moeder (Canvas, 2007-2008)

### Entertainment
- Samana TV (Eclips TV, 2021)
- Kinderkopkes (Eén, 2018)
- Generatie K (Ketnet, 2016-2018)
- Hartelijke groeten aan iedereen (Eén, 2009)
- De Rederijkers (Canvas, 2001-2002)

## Films
- Sinterklaas en Koning Kabberdas (2021)
- Sinterklaas en de wakkere nachten (2018)
- Ay Ramon! (2015)